# Kajdi Csaba
Kajdi Csaba János (Budapest, 1974. augusztus 31. –) a Visage modellügynökség tulajdonosa, influenszer. Dédszülei francia arisztokraták voltak. Egy magyar modellügynökség vezetője.  Instagram oldalán rendszeresen oszt meg történeteket mindennapjairól, utazásairól (CylaTours), kulturális témában (Cyla Kultúrpercek), valamint gasztronómiai témákban (Cyla Gastro).
A legelső Cyla Sztori-beszélgetés, ahonnan az egész előadássorozat indult.

## Élete
Budapesten született, iskoláit Magyarországon végezte. Gyermekként nyarait Nizzában és Párizsban töltötte. Tanulmányait PR és kommunikáció szakon végezte, majd a Magyar Televíziónál helyezkedett el. A televízió után egy modellügynökségnél kezdett el dolgozni, majd fél évvel később megalapította saját ügynökségét, a Visage modellügynökséget. Az ügynökség a francia családi vonal miatt kapott francia nevet.
2020-ban a TV2 Nicsak, ki vagyok? című műsorának volt az egyik zsűritagja, mind a két évadban. 
A Kodolányi János Egyetemen végzett üzleti kommunikáció szakirányon. Jelenleg az egyetemen óraadó. 

## Művei
- Papp Gergő Pimaszúr–Kajdi Csaba: A nagy Cyla-sztori; Helikon, Bp., 2021